# 조앤 베넷
조앤 베넷(Joan Bennett, 1910년 2월 27일 ~ 1990년 12월 7일)은 미국의 배우이다.

## 참여 작품
- 정염의 미녀
- 불독 드럼몬도
- 디즈레일리 (영화)
- 작은 아씨들 (1933년 영화)
- 여인의 초상 (1944년 영화)
- 스칼렛 거리
- 신부의 아버지 (1950년 영화)
- 천사탈주 (1955년 영화)
- 서스페리아 (1977년 영화)